# Caruru (prato)
O caruru é um cozido de quiabos (Abelmoschus esculentus), planta de origem africana, ou de carurus (Amaranthus spp.), plantas nativas das Américas. O prato costuma ser servido acompanhado de acarajé, abará, pedaços de carne, frango ou peixe, camarões secos, azeite de dendê e pimenta. O preparo com quiabos e dendê foi trazido para o Brasil pelos africanos escravizados, tornando-se um prato típico da culinária baiana e uma comida ritual do candomblé.

## Etimologia
"Caruru" procede do termo africano iorubá kalalu. Outra possibilidade é que seja substantivo de etimologia tupi, caá-riru, "erva de comer", de acordo com Câmara Cascudo. É um caso curioso de vocábulos semelhantes, e que gera certa confusão entre a planta e o prato.[carece de fontes?]

## Origens
Guilherme Piso, que viveu em Pernambuco (1638-1644), relata o caruru feito com a erva de uso medicinal e alimentício (e não com quiabos). No seu relato em Historia Naturalis Brasiliae, o médico do conde Maurício de Nassau informa que "come-se este bredo (caruru) como legume e cozinha-se no lugar de espinafre...". Outro relato em 1820, por Von Martius na Amazônia, cita o "caruru-açu" durante uma refeição com os nativos próximo ao rio Madeira, quando experimentou "um manjar de castanhas socadas com uma erva parecida com o espinafre...". O caruru feito com a planta caruru, originária das Américas (e não da África, que é o caso dos quiabos). [carece de fontes?]

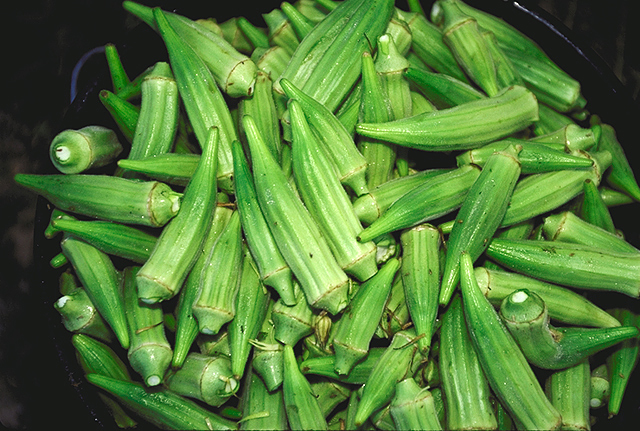
Os frutos de quiabo são a base do prato

Para o prato teriam sido combinadas as culinárias do Daomé nagô, da Nigéria iorubá, e indígena da Bahia. [carece de fontes?]
Durante sua visita à África, no fim do século XVIII, o padre Vicente Ferreira Pires chamou de "caruru de galinha" a refeição em Daomé, revelando o uso do dendê, palmeira de origem africana.
Originalmente, o caruru brasileiro era um refogado de ervas que servia para acompanhar outro prato (carne ou peixe). A versão atual do caruru, no entanto, é mais africana que indígena, sendo feita com quiabo, pimenta-malagueta, camarão seco e azeite de dendê.

## Ritual
O ritual do caruru nas comunidades quilombolas do interior da Bahia é uma manifestação cultural e religiosa profundamente enraizada nas tradições afro-brasileiras. Esse evento, celebrado especialmente no mês de setembro, é uma homenagem a São Cosme e São Damião, santos associados à proteção das crianças.
É muito comum entre os moradores das comunidades rurais do Sertão da Bahia que pais agraciados com filhos gêmeos – conhecidos localmente como "babaços" – ofereçam caruru aos santos em 27 de setembro. Neste contexto, admite-se certa variação nos itens do prato oferecido pelo anfitrião (à exceção do cozido à base de quiabo, que dá nome à festa e que está sempre presente). Embora se mantenha o elemento central, os demais componentes podem variar conforme a disponibilidade, a criatividade e as especificidades regionais.
Além da refeição, os carurus em homenagem a Cosme e Damião são seguidos de muito samba, o ritual se enriquece com cânticos, danças e rezas, fortalecendo os laços comunitários e preservando a memória cultural dos antepassados, representando não apenas uma refeição, mas um ato de fé, devoção e resistência cultural que mantém viva a herança afro-brasileira em um contexto de celebração e partilha coletiva.